# 리처드 그리코
리처드 그리코(Richard Grieco, 1965년 3월 23일 ~ )는 미국의 배우, 화가, 전 모델이다.

## 출연 작품
- 어스 인베이젼 (2020)
- 클린턴 로드 (2018)
- 악몽의 미드나잇 (2018)
- 데이 원트 딕 딕스터 (2015)
- 애프터 미드나잇 (2014)
- 22 점프 스트리트 (2014)
- 하우스 이즈 낫 어 홈 (2013)
- 우주전쟁: 지구대침공 (2013)
- 캣츠 댄싱 온 주피터 (2011)
- 올마이티 토르 (2011)
- 포겟 어바웃 잇 (2006)
- 키스 키스 뱅뱅 (2005)
- 데드 이지 (2004)
- 웹스 (2003)
- 삼하인 (2003)
- 다이! 다이! 다이! (2002)
- 맨하탄 미드나잇 (2001)
- 섹슈얼 프레데터 (2001)
- 포인트 둠 (2000)
- 헤븐 오어 베가스 (1999)
- 보디 파트 (1999)
- 파이널 페이백 (1999)
- 신밧드: 배틀 오브 더 다크 나잇 (1998)
- 엔젤 엑소시스트 (1998)
- 록스베리 나이트 (1998)
- 어게인스트 더 로 (1997)
- 뮤츄얼 니즈 (1997)
- 앱솔루션 (1997)
- 서키트 브레이커 (1996)
- 핑크빛 살인 (1995, A Vow to Kill)
- 데몰리션니스트 (1995)
- 야누스의 영혼 (1994)
- F학점의 챔피언 (1993)
- 위험한 본능 (1993)
- 자유시대 (1991)
- F학점 첩보원 (1991)

### 텔레비전
- 21 점프 스트리트 (1987)
- 원 라이프 투 리브 (1968)